# Cheilea uncinata
Cheilea uncinata is een slakkensoort uit de familie van de Hipponicidae. De wetenschappelijke naam van de soort is voor het eerst geldig gepubliceerd in 1858 door Reeve.